# 通博科
6°48′S 13°18′E / 6.800°S 13.300°E
通博科（葡萄牙語：Tomboco），是安哥拉的城鎮，位於該國西北部，由薩伊省負責管轄，處於恩澤托東北面80公里，面積8,023平方公里，2014年人口43,303，人口密度每平方公里5人。